# Amaxia semivitrea
Amaxia semivitrea är en fjärilsart som beskrevs av Rothschild 1922. Amaxia semivitrea ingår i släktet Amaxia och familjen björnspinnare. Inga underarter finns listade i Catalogue of Life.